# Клинське (Брасовський район)
Клинське (рос. Клинское) — село у Брасовському районі Брянської області Росії. Входить до складу муніципального утворення Дубровское сільське поселення.
Населення — 4 особи.

## Історія
Розташоване на території Сіверщини.
Згадується з 1620-х рр. в складі Брасовського стану Комарицької волості як село з Миколаївською церквою. З 1741 року — володіння Апраксиних, що побудували в 1793 році нову Преображенську церкву (не збереглася).
У 1778—1782 рр. входило до Луганського повіту, потім до 1929 році в Севському повіті (з 1861 року — у складі Литовенської (Дівичівської) волості, з 1924 року в Брасовській волості). У 1900 році була відкрита церковно-парафіяльна школа.
З 1929 року в складі Брасовського району. До 1930-х рр. — адміністративний центр Клинської сільради.

## Населення
За найновішими даними, населення — 4 особи (2013).
У минулому чисельність мешканців була такою:
| Роки      | 1866 | 1878 | 1897 | 1926 | 1979 | 1989 | 2002 | 2010 |
| --------- | ---- | ---- | ---- | ---- | ---- | ---- | ---- | ---- |
| Населення | 282  | 383  | 555  | 788  | 125  | 65   | 29   | 11   |